# العلاقات الأمريكية الليبيرية
العلاقات الأمريكية الليبيرية هي العلاقات الثنائية التي تجمع بين الولايات المتحدة وليبيريا.

## مقارنة بين البلدين
هذه مقارنة عامة ومرجعية للدولتين:
| وجه المقارنة                                              | الولايات المتحدة                                                                                                  | ليبيريا      |
| --------------------------------------------------------- | --- | ------------ |
| المساحة (كم2)                                             | 9.83 مليون | 111.37 ألف   |
| عدد السكان (نسمة)                                         | 311.58 مليون | 4.73 مليون   |
| الكثافة السكانية (ن./كم²)                                 | 31.7 | 42.47        |
| العاصمة                                                   | واشنطن العاصمة | مونروفيا     |
| اللغة الرسمية                                             | لغة إنجليزية | لغة إنجليزية |
| العملة                                                    | دولار أمريكي | دولار ليبيري |
| الناتج المحلي الإجمالي (بليون دولار)                      | 19.39 تريليون | 2.16 مليار   |
| الناتج المحلي الإجمالي (تعادل القوة الشرائية) بليون دولار | 18.04 تريليون | 3.76 مليار   |
| الناتج المحلي الإجمالي الاسمي للفرد دولار أمريكي          | 56.12 ألف | 455          |
| الناتج المحلي الإجمالي للفرد دولار أمريكي                 | 54.63 ألف | 842          |
| مؤشر التنمية البشرية                                      | 0.920 | 0.430        |
| رمز المكالمات الدولي                                      | +1 | +231         |
| رمز الإنترنت                                              | .us، حكومة، .mil، Edu.                                                                                            | .lr          |
| المنطقة الزمنية                                           | توقيت ساموا الأمريكية، توقيت أطلنطي موحد، منطقة زمنية وسطى، توقيت ألاسكا ‏، المنطقة الزمنية الجبلية، توقيت تشامرو ‏ | 00           |

## مدن متوأمة
في ما يلي قائمة باتفاقيات التوأمة بين مدن أمريكية وليبيرية:
- ترتبط نيوآرك مع مونروفيا باتفاقية توأمة منذ 1984.[17][17][17]
- ترتبط بالتيمور مع غبارنجا باتفاقية توأمة منذ 1975.
- ترتبط دايتون مع مونروفيا باتفاقية توأمة منذ 1964.

## منظمات دولية مشتركة
يشترك البلدان في عضوية مجموعة من المنظمات الدولية، منها:
| علم المنظمة | اسم المنظمة                               | تاريخ انضمام الولايات المتحدة | تاريخ انضمام ليبيريا |
| ----------- | ----------------------------------------- | ----------------------------- | -------------------- |
|             | وكالة ضمان الاستثمار متعدد الأطراف        | 12 أبريل 1988                 | 12 أبريل 2007        |
|             | الاتحاد الدولي للاتصالات                  | 1 يوليو 1908                  | 10 أكتوبر 1927       |
|             | يونسكو                                    | 4 نوفمبر 1946                 | 6 مارس 1947          |
|             | البنك الإفريقي للتنمية                    | ?                             | ?                    |
|             | الأمم المتحدة                             | 24 أكتوبر 1945                | 2 نوفمبر 1945        |
|             | المركز الدولي لتسوية المنازعات الاستشارية | 14 أكتوبر 1966                | 16 يوليو 1970        |
|             | البنك الدولي للإنشاء والتعمير             | 27 ديسمبر 1945                | 28 مارس 1962         |
|             | مؤسسة التمويل الدولية                     | 20 يوليو 1956                 | 28 مارس 1962         |
|             | مؤسسة التنمية الدولية                     | 24 سبتمبر 1960                | 28 مارس 1962         |
|             | منظمة الشرطة الجنائية الدولية             | ?                             | ?                    |
|             | الاتحاد البريدي العالمي                   | ?                             | ?                    |
|             | منظمة حظر الأسلحة الكيميائية              | ?                             | ?                    |

## أعلام
هذه قائمة لبعض الشخصيات التي تربطها علاقات بالبلدين:
- أوبرا وينفري (سيدة أعمال ومقدم برامج حوارية وممثلة ومنتجة وكاتبة وفاعلة خير ومتبرعة أمريكية، 29 يناير 1954[26][27][28] – )
- إنديا أري (3 أكتوبر 1975[29] – )
- تيموثي ويا (لاعب كرة قدم من الولايات المتحدة الأمريكية، 22 فبراير 2000[30] – )
- حاجي رايت (لاعب كرة قدم أمريكي، 27 مارس 1998[31] – )
- ريتا (12 أبريل 1970 – )
- ريجينا تايلور (22 أغسطس 1960[32][33] – )
- فونليه نواه (لاعب كرة سلة أمريكي، 24 أغسطس 1995 – )
- كاترينا غراهام (5 سبتمبر 1989[34][35] – )
- لويس جوست جونيور (لاعب كرة سلة أمريكي، 27 مايو 1936[36][37][38] – )
- مارتن دلايني (6 مايو 1812[39][40][41] – 24 يناير 1885[39][41][42])
- ناغبي دارلينغتون (19 يوليو 1990[43] – )
- هيلين كوبر (صحفية أمريكية، 22 أبريل 1966 – )

## وصلات خارجية
- موقع وزارة الخارجية الأمريكية
- موقع وزارة الخارجية الليبيرية